# C/1997 O1 (Tilbrook)
C/1997 O1 (Tilbrook) ist ein Komet, der im Jahr 1997 nur mit optischen Hilfsmitteln beobachtet werden konnte.

## Entdeckung
Der Komet wurde am Abend des 22. Juli 1997 (Ortszeit) vom Amateurastronomen Justin Tilbrook in Clare nördlich von Adelaide in Südaustralien mit einem 200-mm-f/6-Reflektor entdeckt. Es war seine erste und dabei zufällige Kometenentdeckung. Tilbrook als erfahrener Beobachter von Veränderlichen Sternen war eigentlich nicht auf der Suche nach Kometen. Als er am Abend des 22. Juli die Zwergnova TV Corvi beobachten wollte, bemerkte er in der Nähe einen verwaschenen Fleck. Da er mit dem Sternfeld vertraut war, wusste er, dass er dort zuvor nichts gesehen hatte. Er notierte die Position und konnte bereits nach 1 ½ Stunden feststellen, dass der Fleck sich bewegt hatte. Tilbrook beschrieb den Kometen als diffus und schätzte die Helligkeit zu etwa 10 mag. Schon am nächsten Tag konnte die Entdeckung des neuen Kometen offiziell von der IAU bestätigt werden.
Wäre der Komet drei Monate früher entdeckt worden, hätte man ihn bereits mit einem Fernglas sehen können. Aber obwohl er seit März immer eine größere Elongation von der Sonne als 60° hatte, bewegte er sich zu dieser Zeit durch Bereiche des Südhimmels, die sehr reich an Sternen, Sternhaufen und Nebeln sind. Zusätzlich wurde seine Entdeckung dadurch erschwert, dass während des Winters auf der Südhalbkugel lange Zeit schlechtes Wetter herrschte.
Der Komet war zunächst nur von der Südhalbkugel und südlichen Gebieten der Nordhalbkugel aus zu beobachten. Ende Juli erreichte seine Helligkeit noch zwischen 10 und 11 mag, bis zum Ende August war sie bis auf 12 mag gefallen. Erst ab September konnte der Komet auch von nördlichen Breiten aus beobachtet werden. Die letzte Positionsbestimmung erfolgte am 23. März 1998 bei einer Helligkeit von nur noch etwa 18 mag an einem Observatorium in der Slowakei.

## Wissenschaftliche Auswertung
Mit der Solar Wind ANisotropies (SWAN)-Kamera an Bord der Raumsonde SOHO wurden von Ende 1996 bis Mitte 1998 Kartierungen des gesamten Himmels im ultravioletten Licht der Lyman-α-Linie des Wasserstoffs vorgenommen. Dabei konnten auch mehrere Kometen durch ihre sehr ausgedehnten Wasserstoffhüllen festgestellt werden. Der Komet Tilbrook konnte auf diese Weise nachträglich auf 41 Aufnahmen zwischen dem 20. Mai und dem 26. August 1997 nachgewiesen werden, also bereits zwei Monate vor seiner eigentlichen Entdeckung. Da die Wasserstoffhülle der Kometen im Wesentlichen durch Photodissoziation von Wasser entsteht, konnte auch die Produktionsrate von Wasser für den Kometen bestimmt werden.

## Umlaufbahn
Für den Kometen konnte aus 115 Beobachtungsdaten über einen Zeitraum von 243 Tagen eine elliptische Umlaufbahn bestimmt werden, die um rund 116° gegen die Ekliptik geneigt ist. Die Bahn des Kometen verläuft damit steil angestellt zu den Bahnebenen der Planeten, er durchläuft seine Bahn gegenläufig (retrograd) zu ihnen. Im sonnennächsten Punkt der Bahn (Perihel), den der Komet am 13. Juli 1997 durchlaufen hat, befand er sich mit etwa 205,2 Mio. km Sonnenabstand im Bereich zwischen den Umlaufbahnen von Erde und Mars. Bereits am 24. Juni war er der Erde bis auf etwa 136,7 Mio. km (0,91 AE) nahegekommen. Am 31. Juli näherte er sich noch dem Mars bis auf etwa 41,3 Mio. km.
Nach den Bahnelementen, wie sie in der JPL Small-Body Database angegeben sind und die keine nicht-gravitativen Kräfte auf den Kometen berücksichtigen, hatte seine Bahn einige Zeit vor der Passage des inneren Sonnensystems eine Exzentrizität von etwa 0,98434 und eine Große Halbachse von etwa 87,5 AE, so dass seine Umlaufzeit bei 819 Jahren lag. Der Komet könnte zuletzt um den Jahreswechsel 1178/1179 (Unsicherheit ±12 Monate) erschienen sein, dabei blieb er offenbar durch seine geringe Helligkeit unentdeckt.
Durch die Anziehungskraft der Planeten, insbesondere durch Vorbeigänge am Saturn am 23. April 1996 in etwa 6 ¾ AE und am Jupiter am 9. Mai 1997 in etwa 4 ½ AE Abstand, wurde die Bahnexzentrizität auf etwa 0,98327 und die Große Halbachse auf etwa 82,2 AE verringert, so dass sich seine Umlaufzeit auf etwa 744 Jahre verkürzt. Wenn er um das Jahr 2369 den sonnenfernsten Punkt (Aphel) seiner Bahn erreicht, wird er etwa 24,4 Mrd. km von der Sonne entfernt sein, fast 163-mal so weit wie die Erde und fast 5 ½-mal so weit wie Neptun. Seine Bahngeschwindigkeit im Aphel beträgt nur etwa 0,30 km/s. Der nächste Periheldurchgang des Kometen wird voraussichtlich Mitte des Jahres 2741 (Unsicherheit ±10 Monate) stattfinden.